# Jakub Komierowski
Jakub Komierowski herbu Pomian (ur. 1766, zm. 13 stycznia 1807 koło Pieniążkowa) – generał major pospolitego ruszenia Wojsk Polskich Księstwa Warszawskiego.

## Życiorys
Był najstarszym synem łowczego Stanisława Komierowskiego, dziedzica Komierowa i Dąbrówki. Jako pruski królewski radcy krajowy i rycerstwa (Königlicher Land- und Ritterschaftsrat) nabył klucz krajeński przez licytację w dniu 12 V 1800 r. Jako ostatni właściciel klucza krajeńskiego zostawił na nim w chwili śmierci liczne zadłużenia, które doprowadziły do zajęcia tych dóbr przez kredytodawcę bankiera Lepmanna Meyera Wulffa z Berlina, którego z kolei spadkobiercy trzymali je aż do r. 1839, kiedy to zostały one zakupione przez króla pruskiego Fryderyka Wilhelma III. (10 IV 1839). Uczestnik insurekcji kościuszkowskiej. W 1794 w czasie wyprawy J. H. Dąbrowskiego do Wielkopolski włączył się i wyróżnił w walkach. W 1806 gen. J. H. Dąbrowski mianował go organizatorem powstania w woj. pomorskim w randze generała. Uczestnik kampanii pomorskiej przeciw Prusakom. W grudniu 1806 współorganizował w Bydgoszczy oddział jazdy, na czele którego wyruszył w ostatni bój. Zginął w stoczonej potyczce z dragonami pruskimi pod Pieniążkowem (województwo pomorskie) 13 stycznia 1807 roku o godz. 16. Miał 40 lat.
Pochowany został w podziemiach kościoła farnego pw. św. Mateusza w Nowem nad Wisłą. Spoczywa w grobowcu ufundowanym przez księdza kanonika Józefa Andrzeja Majowskiego. Grobowiec ten zakryty jest kamieniem z napisem: AETERNO ET IMMORTALI GLORIAM MORTALIUM QUIETI PAX ET META LABORUM FUNDATA A PAROCHO LOCI ANNO DOMINI 1750 J.A.M. (Wiecznemu i Nieśmiertelnemu na chwałę, śmiertelnikom na spoczynek i pokój po skończeniu pracy. Fundacja proboszcza miejscowego roku Pańskiego 1750 J.A.M.). Napisy z biegiem czasu zatarły się, widoczny był tylko herb ks. Majowskiego. Przy powiększaniu kościoła w 1912 płyta została zasypana ziemią.